# Римів
Римів — місто Київської Русі, яке згадується в історичних документах, виникло на основі фортеці на кордоні Київської Русі з кочовиками (в основному половцями). 
Римів був одним із основних форпостів на півдні території Київської Русі. Перша згадка про фортецю Римів датується 1095-м роком і міститься в повчанні Володимира Мономаха.
На думку більшості дослідників, місто розташовувалося на річці Сула, на території сучасного села Велика Бурімка, де археологами знайдені залишки великого добре укріпленого міста часів Київської Русі. 
На думку більшості дослідників, Римів був знищений під час монголо-татарської навали, ймовірно, в 1239 році.

#### Гочевське городище
Спроба Ю.А. Ліпкінга пов'язати Гочевський комплекс у Попсіллі у Біловському районі Курської області з руським містом Римів не витримує ніякої критики. Римів певно локалізується над річкою Сула.